# Карл Вилхелм Фердинанд
Карл II Вилхелм Фердинанд, војвода Брауншвајга (Волфенбител, 9. октобра 1735 — 10. новембра 1806) био је пруски фелдмаршал, који је командовао у француским револуционарним ратовима и Наполеоновим ратовима.

## Војна каријера
Рођен 9. октобра 1735. као син и наследник војводе од Брауншвајга, Карл Вилхелм је у Седмогодишњем рату 1756-1763. служио у брауншвајшкој војсци, а затим је 1773. прешао у пруску војску као генерал. После очеве смрти постао је 1780. војвода Брауншвајга, а 1787. унапређен је у чин фелдмаршала.

### Француски револуционарни ратови
После избијања Француске револуције, Карл Вилхелм је одређен за команданта савезничких, пруско-аустријских снага. У том својству издао је 3. августа 1792. увредљив манифест, којим је Француска третирана као бунтовник и позвана да се покори француском краљу. Затим је на челу савезничких снага (око 140.000 људи) упао у Француску. Заузео је Лонви 23. августа и Верден 2. септембра, али је код Валмија, 20. септембра, наишао на снажан отпор француске револуционарне армије и био принуђен на повлачење ка граници. Одбио је напад француске Мозелске армије у бици код Пирмазенса 14. септембра 1793. и код Кајзерслаутерна 28-30. септембра.

### Наполеонови ратови
У Наполеоновим ратовима био је врховни командант пруске војске, која је 1806. тучена од Наполеона код Јене и Ауерштета, што је убрзало капитулацију Пруске.